# Zollhaus (Rhein-Lahn-Kreis)
Zollhaus ist ein Ort in der Verbandsgemeinde Aar-Einrich im rheinland-pfälzischen Rhein-Lahn-Kreis mit etwa 250 Einwohnern. Der Ort ist, verwaltungstechnisch ein Kuriosum, unter den vier Ortsgemeinden Hahnstätten, Schiesheim, Mudershausen und Burgschwalbach aufgeteilt. Versuche zu Bildung einer selbständigen Ortsgemeinde scheiterten letztmals 1988.

## Geographie
Zollhaus liegt im Taunus im Tal der Aar. In Zollhaus münden der von Burgschwalbach kommende Palmbach sowie der Schliembach in die Aar.

## Geschichte
Zollhaus wurde 1576 als Zollstätte von Mudershausen im Amt Burgschwalbach, Nassau Idstein erwähnt. Etwa 300 Jahre lang bis 1816 bestand in Zollhaus eine Zollgrenze. Ein Zollhaus (Lage) bestand bis 1898, bis es durch Feuer zerstört wurde. Ab 1945 verlief durch Zollhaus die Grenze zwischen der französischen und der amerikanischen Besatzungszone.
Vom 13. Jahrhundert bis in das Jahr 1960 fand westlich von Zollhaus ein umfangreicher Abbau von Eisenerz statt, zuletzt in der Grube Zollhaus.
Zollhaus zählte um 1900 180 Einwohner und 600 Beschäftigte in den verschiedenen Industriebetrieben und Bergwerken.
Aufgrund der Zugehörigkeit zu vier Ortsgemeinden wurden die Toten in Zollhaus auf vier verschiedenen Friedhöfen bestattet. Die schulpflichtigen Kinder gingen auf vier verschiedene Volksschulen. Seit den 1920er Jahren wurden die Kinder abwechselnd in Burgschwalbach und Hahnstätten eingeschult. Bestrebungen zur Bildung einer selbständigen Gemeinde scheiterten bisher. Solche Bestrebungen gab es 1888, 1894, 1927, 1938 und letztmals 1988. Um die Interessen der Einwohner von Zollhaus besser zu vertreten, wurde deshalb 1951 die Interessensgemeinschaft Zollhaus gegründet, die jährlich zu einer Bürgerversammlung unter Teilnahme der vier Ortsbürgermeister und des Bürgermeisters der Verbandsgemeinde einlädt.

## Kultur und Sehenswürdigkeiten

### Das KREML Kulturhaus

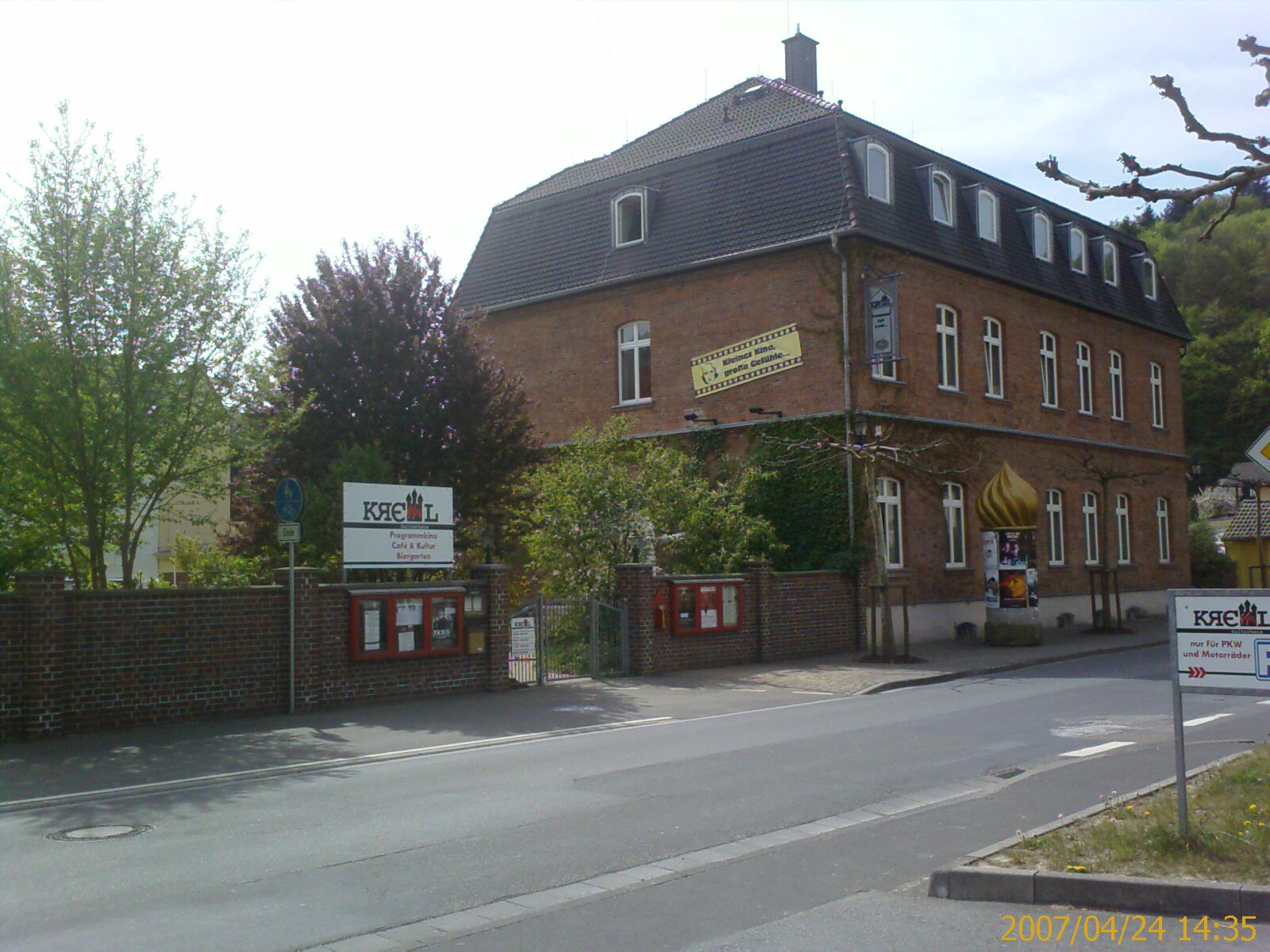
Das „KREML Kulturhaus“

Das „KREML Kulturhaus“ besteht seit Dezember 1997, es unterhält ein Kulturcafé und ein Programmkino. Im KREML werden Kultur- und Bildungstermine der Kinder-, Jugend- und Erwachsenenbildung sowie Literatur- und Kleinkunstveranstaltungen durchgeführt. Der Name rührt von der roten Backsteinfassade des Gebäudes her, als Backronym steht er für „Kultur Regional & Modernes Leben“. Jährlich am 30. April findet im KREML Kulturhaus die sogenannte Walpurgisnacht statt. Organisiert ist das KREML Kulturhaus im rheinland-pfälzischen Dachverband der Soziokulturellen Zentren, der LAG Soziokultur & Kulturpädagogik e. V.
Seit 1999 ist dem KREML ein Waldkindergarten angegliedert.

### Katholische Kirche Zollhaus
Die katholische Kirche Mariä Empfängnis in Zollhaus wurde in den Jahren 1925 bis 1929 erbaut. Sie ist einer der Kirchorte der Pfarrei St. Christophorus Diezer Land. Diese gehört zum Bezirk Limburg im Bistum Limburg. An der Stelle einer älteren Kapelle, die 1947/48 abgebrochen wurde, wurde das Pfarrhaus erbaut.

## Wirtschaft und Infrastruktur

### Verkehr
Zollhaus liegt an der B 54, die in Nord-Süd-Richtung Richtung Limburg und Wiesbaden verläuft. In Zollhaus endet die B 274, die Richtung Sankt Goarshausen führt.

#### Bahnhof Zollhaus (Nass)
Zollhaus hat einen stillgelegten Bahnhof an der Aartalbahn. Der Betrieb des Abschnitts von Diez nach Zollhaus wurde am 1. Juni 1870 aufgenommen, die Weiterführung nach Langenschwalbach (heute Bad Schwalbach) erst am 1. Mai 1894. 1986 wurde der Betrieb auf der Aartalbahn und somit der Zugverkehr nach Zollhaus eingestellt. Bis in die Zeit nach dem Zweiten Weltkrieg unterhielt die Nassauische Kleinbahn AG in Zollhaus eine Umschlag- und Umsteigestation von der Aartalbahn auf die Kleinbahn Richtung Einrich und Nastätten nach Sankt Goarshausen am Rhein. Die Reaktivierung der Strecke nach Diez wurde ab 2008 von der rheinland-pfälzischen Landesregierung angestrebt, im Juli 2016 wurde jedoch entschieden, die Reaktivierung der Strecke nur zwischen Diez und Hahnstätten zu realisieren, für den Abschnitt zwischen Hahnstätten und Zollhaus wurden die Pläne verworfen.

### Mineralwasser
Zwischen Zollhaus und Schiesheim liegt die 1583 erbaute Quellfassung der Römerquelle, die 1998 von der Interessensgemeinschaft Zollhaus restauriert wurde.
Das eisenhaltige Wasser des Johannisbrunnens wurde 1882 gefasst und unter der Marke Johannis (The King of natural tablewater) überwiegend nach Übersee verkauft. Ein Abfüllbetrieb, ab etwa 1890 bis 1914 unter englischer Leitung, später in Besitz von Apollinaris, der in Zollhaus bestand, füllte das Wasser zunächst in Steinkrüge und später in Glasflaschen. Der Johannisbrunnen wurde in den 1940er Jahren stillgelegt. Römerquelle und Johannisquelle liegen beide auf dem Gebiet der Ortsgemeinde Burgschwalbach.